# Néons-sur-Creuse
Néons-sur-Creuse est une commune française située dans le département de l'Indre, en région Centre-Val de Loire.

## Géographie

### Localisation
La commune est située dans l'ouest du département, à la limite avec les départements de la Vienne et d'Indre-et-Loire. Elle est située dans la région naturelle du Blancois, au sein du parc naturel régional de la Brenne.
Les communes limitrophes sont : Tournon-Saint-Pierre (2 km), Tournon-Saint-Martin (2 km), Lurais (5 km), Vicq-sur-Gartempe (6 km), Yzeures-sur-Creuse (6 km) et Angles-sur-l'Anglin (7 km).
Les communes chefs-lieux et préfectorales sont : Le Blanc (16 km), Châteauroux (59 km), La Châtre (83 km) et Issoudun (83 km).

### Hameaux et lieux-dits
Les hameaux et lieux-dits de la commune sont : Le Bateau, les Baudessous, la Bessardière, les Blanchards, la Bonnelière, le Bourg, la Camusetterie, la Carlière, Champagne, la Chardonnière, Chaurais, Choré, la Folie, la Grande Couture, la Grève, la Lochetterie, Mallet, Monteboeuf, le Plessis, le Bas Plessis, la Pièce d'Auge, la Rairie, les Riaux, la Roblinière, la Grande Roche, le Petit Roche, le Soudun, Thais, Varennes, les Vignes de Beaumont,.

### Géologie et hydrographie
La commune est classée en zone de sismicité 2, correspondant à une sismicité faible.
Le territoire communal est arrosé par les rivières Creuse et Gartempe.

### Climat
Pour des articles plus généraux, voir Climat du Centre-Val de Loire et Climat de l'Indre.
En 2010, le climat de la commune est de type climat océanique altéré, selon une étude du CNRS s'appuyant sur une série de données couvrant la période 1971-2000. En 2020, Météo-France publie une typologie des climats de la France métropolitaine dans laquelle la commune est toujours exposée à un climat océanique altéré et est dans la région climatique Poitou-Charentes, caractérisée par un bon ensoleillement, particulièrement en été et des vents modérés.
Pour la période 1971-2000, la température annuelle moyenne est de 12,1 °C, avec une amplitude thermique annuelle de 15,2 °C. Le cumul annuel moyen de précipitations est de 718 mm, avec 11,3 jours de précipitations en janvier et 6,7 jours en juillet. Pour la période 1991-2020, la température moyenne annuelle observée sur la station météorologique de Météo-France la plus proche, sur la commune de Martizay à 11 km à vol d'oiseau, est de 12,4 °C et le cumul annuel moyen de précipitations est de 774,0 mm,. Pour l'avenir, les paramètres climatiques de la commune estimés pour 2050 selon différents scénarios d'émission de gaz à effet de serre sont consultables sur un site dédié publié par Météo-France en novembre 2022.

### Voies de communication et transports
Le territoire communal est desservi par les routes départementales : 6, 79, 79A, 89, 95, 95A et 95B.
La gare ferroviaire la plus proche est la gare de Châtellerault, à 34 km.
Néons-sur-Creuse est desservie par la ligne P du Réseau de mobilité interurbaine.
L'aéroport le plus proche est l'aéroport de Châteauroux-Centre, à 71 km.
Le territoire communal est traversé par le sentier de grande randonnée de pays de la Brenne.

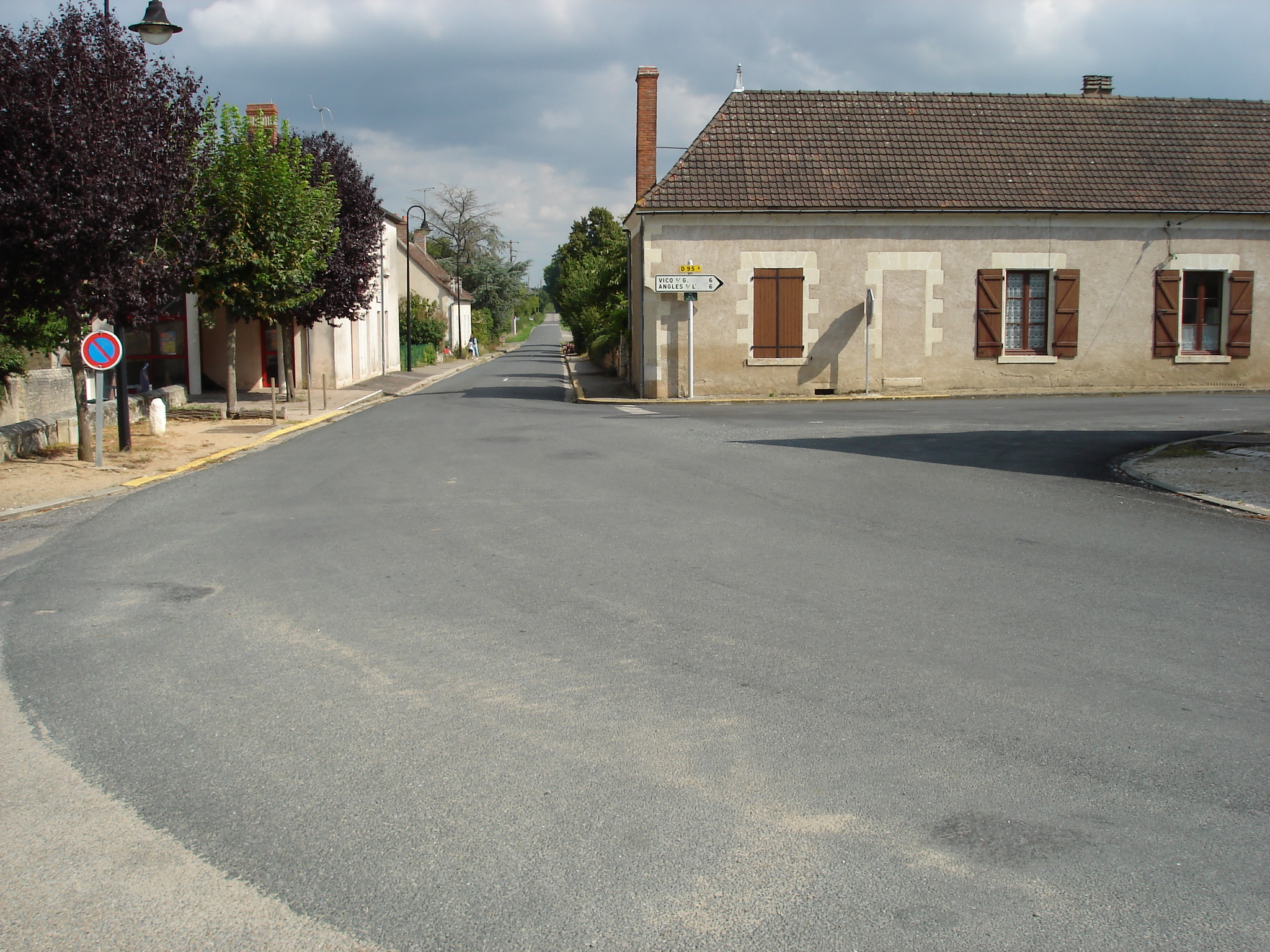
Le carrefour de la rue de l'École et de la rue de la Vieille-Croix en 2011.
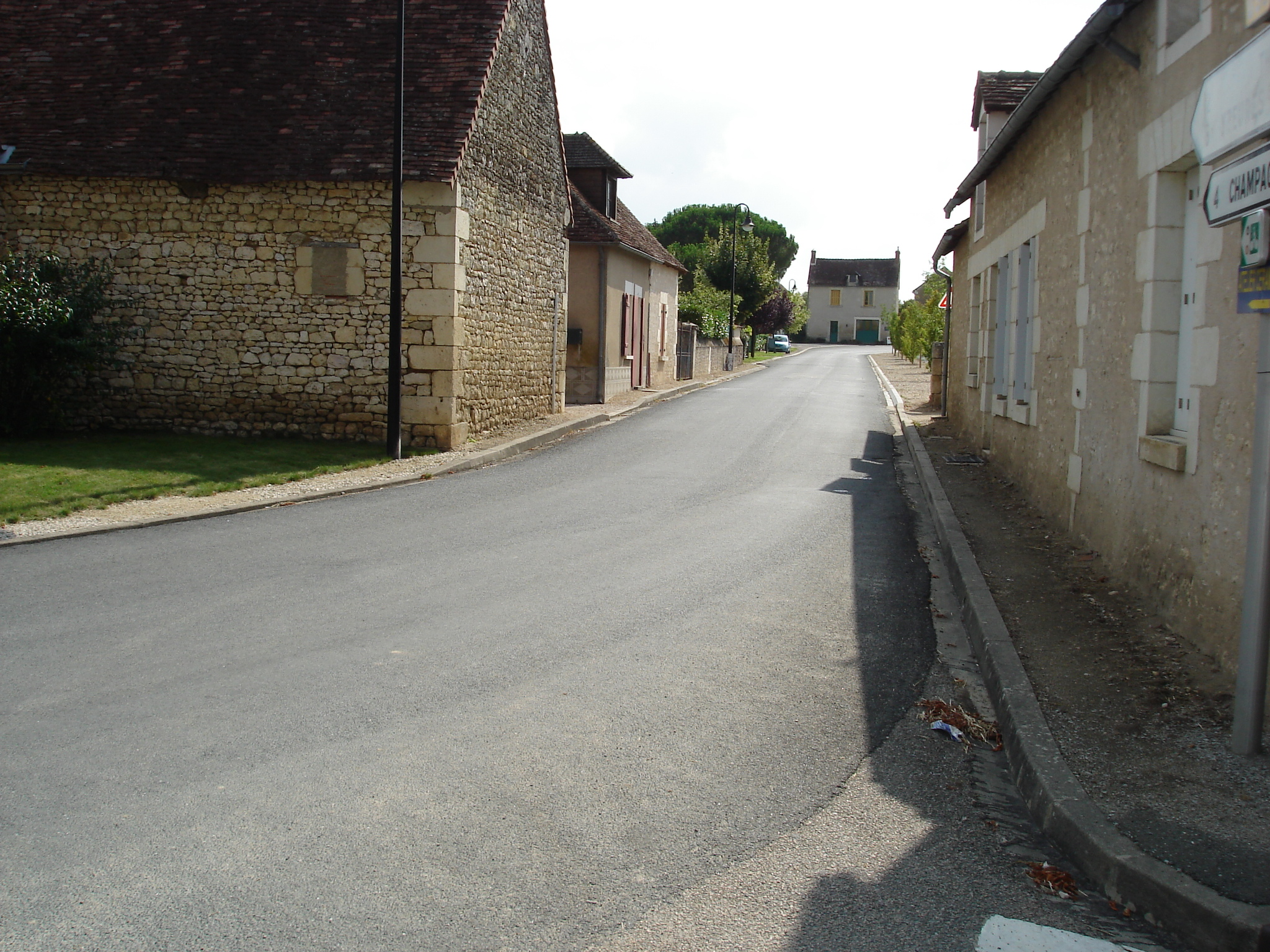
La rue de la Lochetterie en 2011.
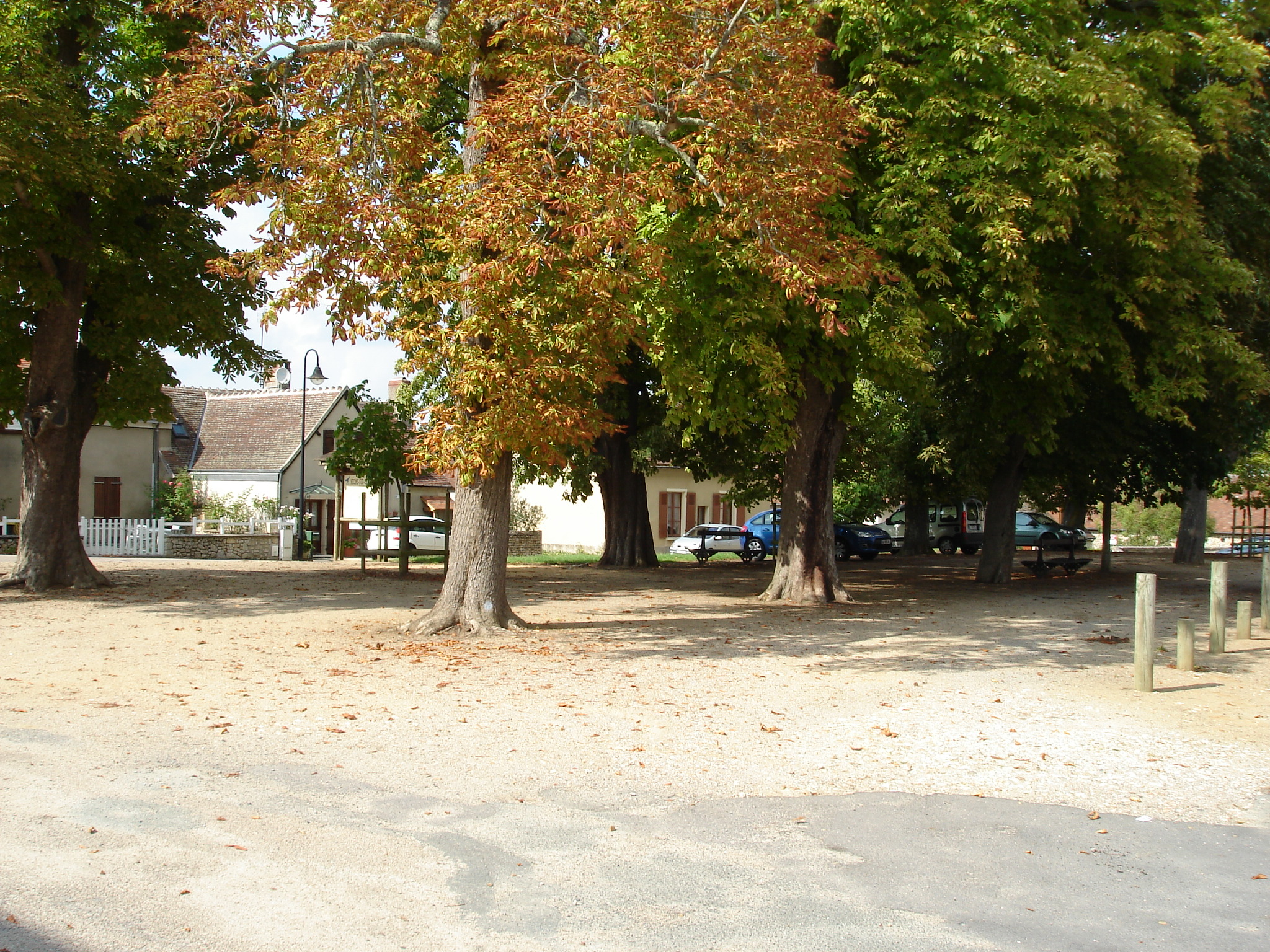
La place des Marronniers en 2011.

## Urbanisme

### Typologie
Au 1er janvier 2024, Néons-sur-Creuse est catégorisée commune rurale à habitat dispersé, selon la nouvelle grille communale de densité à sept niveaux définie par l'Insee en 2022.
Elle est située hors unité urbaine. Par ailleurs la commune fait partie de l'aire d'attraction du Blanc, dont elle est une commune de la couronne,. Cette aire, qui regroupe 23 communes, est catégorisée dans les aires de moins de 50 000 habitants,.

### Occupation des sols
L'occupation des sols de la commune, telle qu'elle ressort de la base de données européenne d’occupation biophysique des sols Corine Land Cover (CLC), est marquée par l'importance des territoires agricoles (86,1 % en 2018), une proportion sensiblement équivalente à celle de 1990 (86,2 %). La répartition détaillée en 2018 est la suivante : 
terres arables (66,1 %), prairies (14 %), forêts (12,4 %), zones agricoles hétérogènes (6 %), zones urbanisées (1,5 %). L'évolution de l’occupation des sols de la commune et de ses infrastructures peut être observée sur les différentes représentations cartographiques du territoire : la carte de Cassini (XVIIIe siècle), la carte d'état-major (1820-1866) et les cartes ou photos aériennes de l'IGN pour la période actuelle (1950 à aujourd'hui).

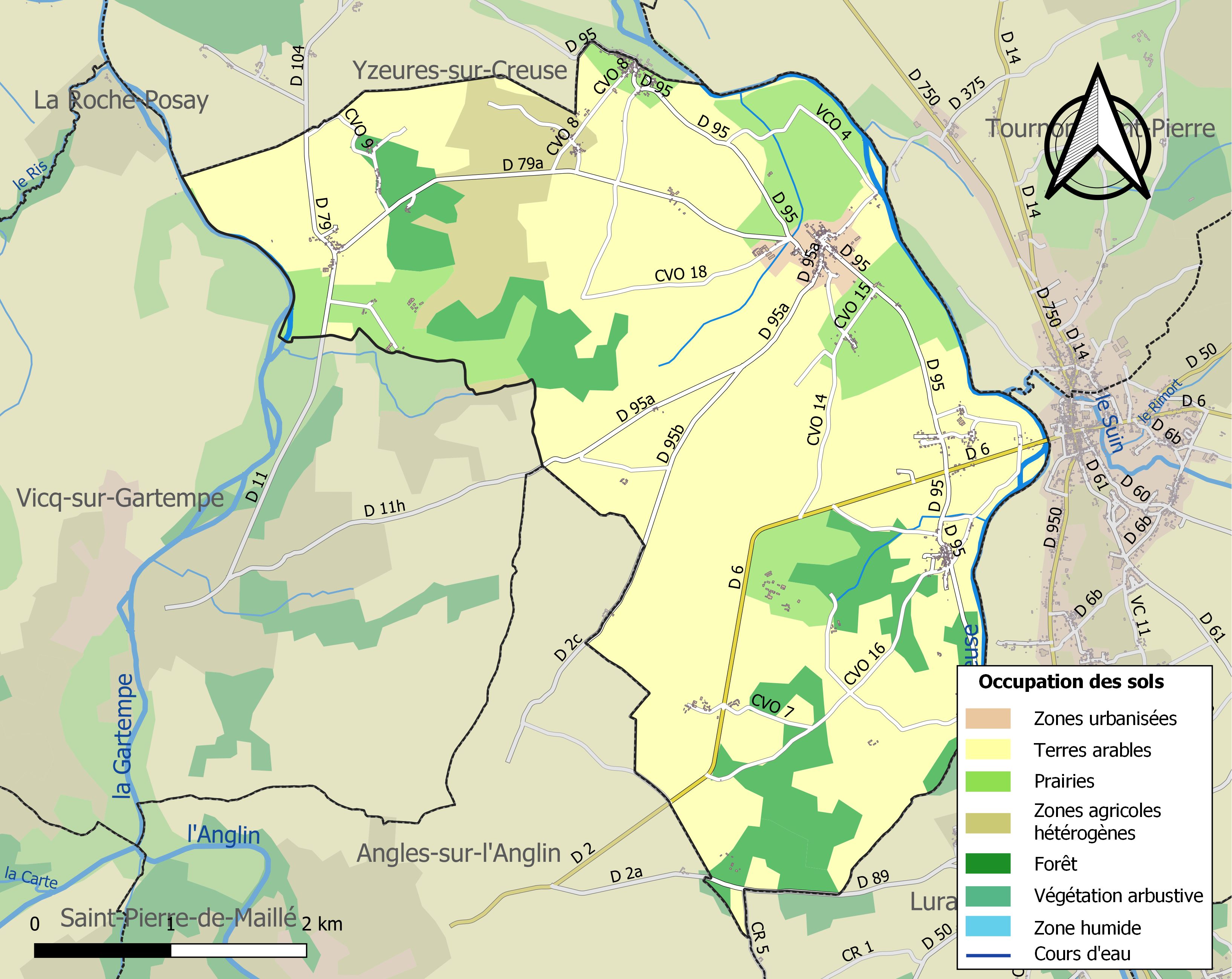
Carte des infrastructures et de l'occupation des sols de la commune en 2018 (CLC).

### Logement
Le tableau ci-dessous présente le détail du secteur des logements de la commune :
| Date du relevé                                              | 2013   |
| Nombre total de logements                                   | 264    |
| Résidences principales                                      | 66,7 % |
| Résidences secondaires                                      | 26,9 % |
| Logements vacants                                           | 6,4 %  |
| Part des ménages propriétaires de leur résidence principale | 82,4 % |

### Risques majeurs
Le territoire de la commune de Néons-sur-Creuse est vulnérable à différents aléas naturels : météorologiques (tempête, orage, neige, grand froid, canicule ou sécheresse), inondations, mouvements de terrains et séisme (sismicité faible). Il est également exposé à un risque technologique, la rupture d'un barrage. Un site publié par le BRGM permet d'évaluer simplement et rapidement les risques d'un bien localisé soit par son adresse soit par le numéro de sa parcelle.

#### Risques naturels
Certaines parties du territoire communal sont susceptibles d’être affectées par le risque d’inondation par débordement de cours d'eau, notamment la Gartempe, la Creuse et le Suin. La commune a été reconnue en état de catastrophe naturelle au titre des dommages causés par les inondations et coulées de boue survenues en 1982, 1983, 1990, 1999 et 2016,.

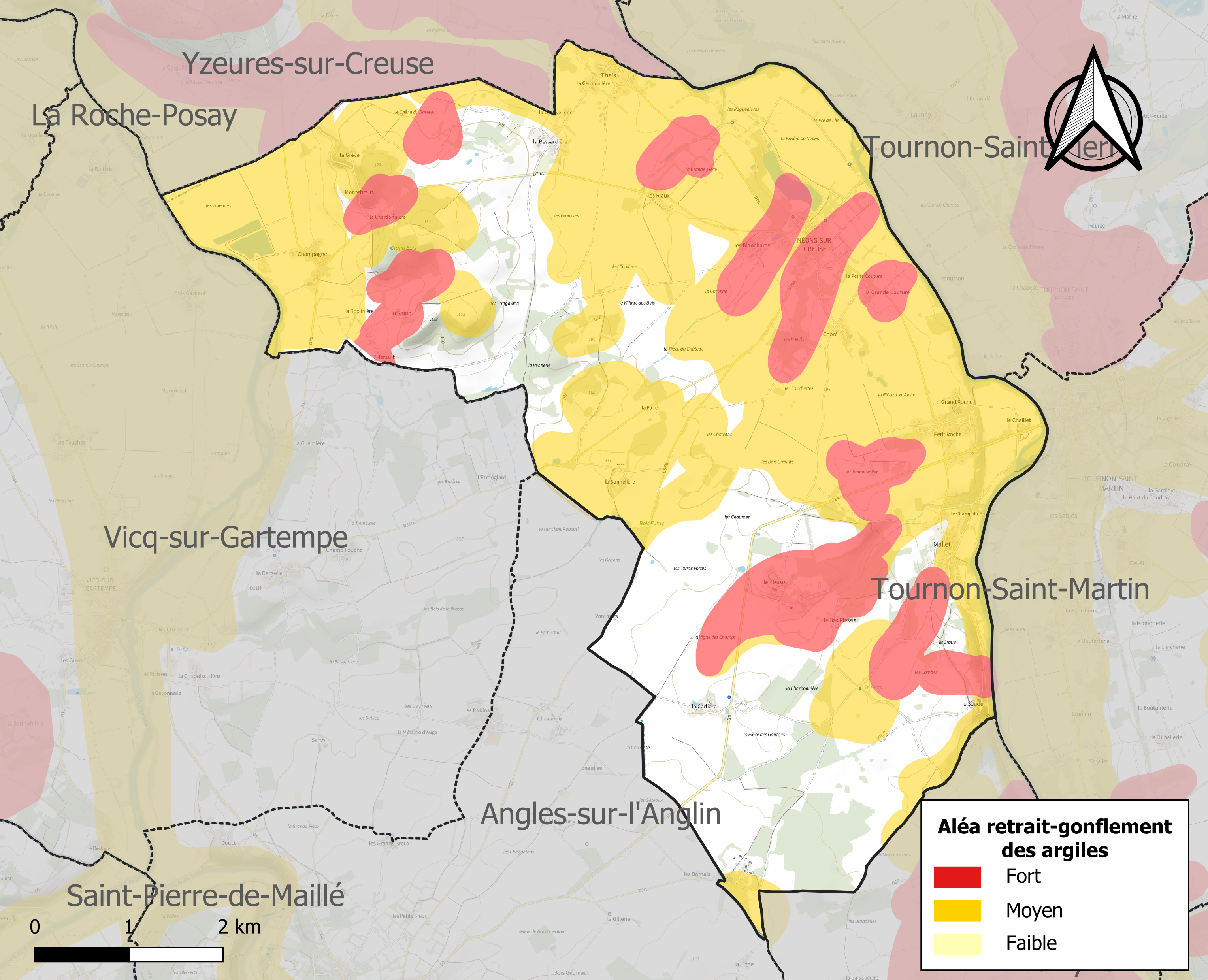
Carte des zones d'aléa retrait-gonflement des sols argileux de Néons-sur-Creuse.

Les mouvements de terrains susceptibles de se produire sur la commune sont des tassements différentiels.
Le retrait-gonflement des sols argileux est susceptible d'engendrer des dommages importants aux bâtiments en cas d’alternance de périodes de sécheresse et de pluie. 69,3 % de la superficie communale est en aléa moyen ou fort (84,7 % au niveau départemental et 48,5 % au niveau national). Sur les 267 bâtiments dénombrés sur la commune en 2019, 243 sont en aléa moyen ou fort, soit 91 %, à comparer aux 86 % au niveau départemental et 54 % au niveau national. Une cartographie de l'exposition du territoire national au retrait gonflement des sols argileux est disponible sur le site du BRGM,.
Concernant les mouvements de terrains, la commune a été reconnue en état de catastrophe naturelle au titre des dommages causés par la sécheresse en 1992, 2003 et 2018 et par des mouvements de terrain en 1983 et 1999.

#### Risques technologiques
La commune est en outre située en aval du Barrage d'Éguzon, de classe A et faisant l'objet d'un PPI, mis en eau en 1926, d’une hauteur de 58 mètres et retenant un volume de 57,3 millions de mètres cubes. À ce titre elle est susceptible d’être touchée par l’onde de submersion consécutive à la rupture de cet ouvrage.

## Toponymie
Ses habitants sont appelés les Néonnais.

## Histoire
La commune fut rattachée de 1973 à 2015 au canton de Tournon-Saint-Martin.

## Politique et administration
La commune dépend de l'arrondissement du Blanc, du canton du Blanc, de la première circonscription de l'Indre et de la communauté de communes Brenne - Val de Creuse.
| Période                                  | Période   | Identité          | Étiquette | Qualité   |
| ---------------------------------------- | --------- | ----------------- | --------- | --------- |
| avant 1988                               | 1989      | Maurice Lissonnet |           |           |
| 1989                                     | ?         | Hubert Champigny  |           |           |
| mars 2001                                | mars 2008 | Jean Sécheresse   | ?         | ?         |
| mars 2008,                               | 2020      | Daniel Champigny  | DVG       | Formateur |
| 2020                                     | En cours  | Jean Sécheresse   |           |           |
| Les données manquantes sont à compléter. |           |                   |           |           |

## Population et société

### Démographie
L'évolution du nombre d'habitants est connue à travers les recensements de la population effectués dans la commune depuis 1793. Pour les communes de moins de 10 000 habitants, une enquête de recensement portant sur toute la population est réalisée tous les cinq ans, les populations de référence des années intermédiaires étant quant à elles estimées par interpolation ou extrapolation. Pour la commune, le premier recensement exhaustif entrant dans le cadre du nouveau dispositif a été réalisé en 2008.

En 2022, la commune comptait 355 habitants, en évolution de −10,13 % par rapport à 2016 (Indre : −3 %, France hors Mayotte : +2,11 %).
| 1793 | 1800 | 1806 | 1821 | 1831 | 1836 | 1841 | 1846 | 1851 |
| ---- | ---- | ---- | ---- | ---- | ---- | ---- | ---- | ---- |
| 828  | 883  | 740  | 776  | 817  | 831  | 791  | 845  | 903  |

| 1856 | 1861 | 1866 | 1872 | 1876 | 1881 | 1886 | 1891 | 1896 |
| ---- | ---- | ---- | ---- | ---- | ---- | ---- | ---- | ---- |
| 871  | 786  | 746  | 759  | 727  | 741  | 777  | 782  | 791  |

| 1901 | 1906 | 1911 | 1921 | 1926 | 1931 | 1936 | 1946 | 1954 |
| ---- | ---- | ---- | ---- | ---- | ---- | ---- | ---- | ---- |
| 743  | 730  | 727  | 670  | 640  | 645  | 606  | 553  | 512  |

| 1962 | 1968 | 1975 | 1982 | 1990 | 1999 | 2006 | 2008 | 2013 |
| ---- | ---- | ---- | ---- | ---- | ---- | ---- | ---- | ---- |
| 511  | 485  | 404  | 414  | 372  | 389  | 394  | 395  | 403  |

| 2018 | 2022 | - | - | - | - | - | - | - |
| ---- | ---- | - | - | - | - | - | - | - |
| 367  | 355  | - | - | - | - | - | - | - |

### Enseignement
La commune dépend de la circonscription académique du Blanc.

### Équipement culturel
Elle dispose d'une salle des associations.

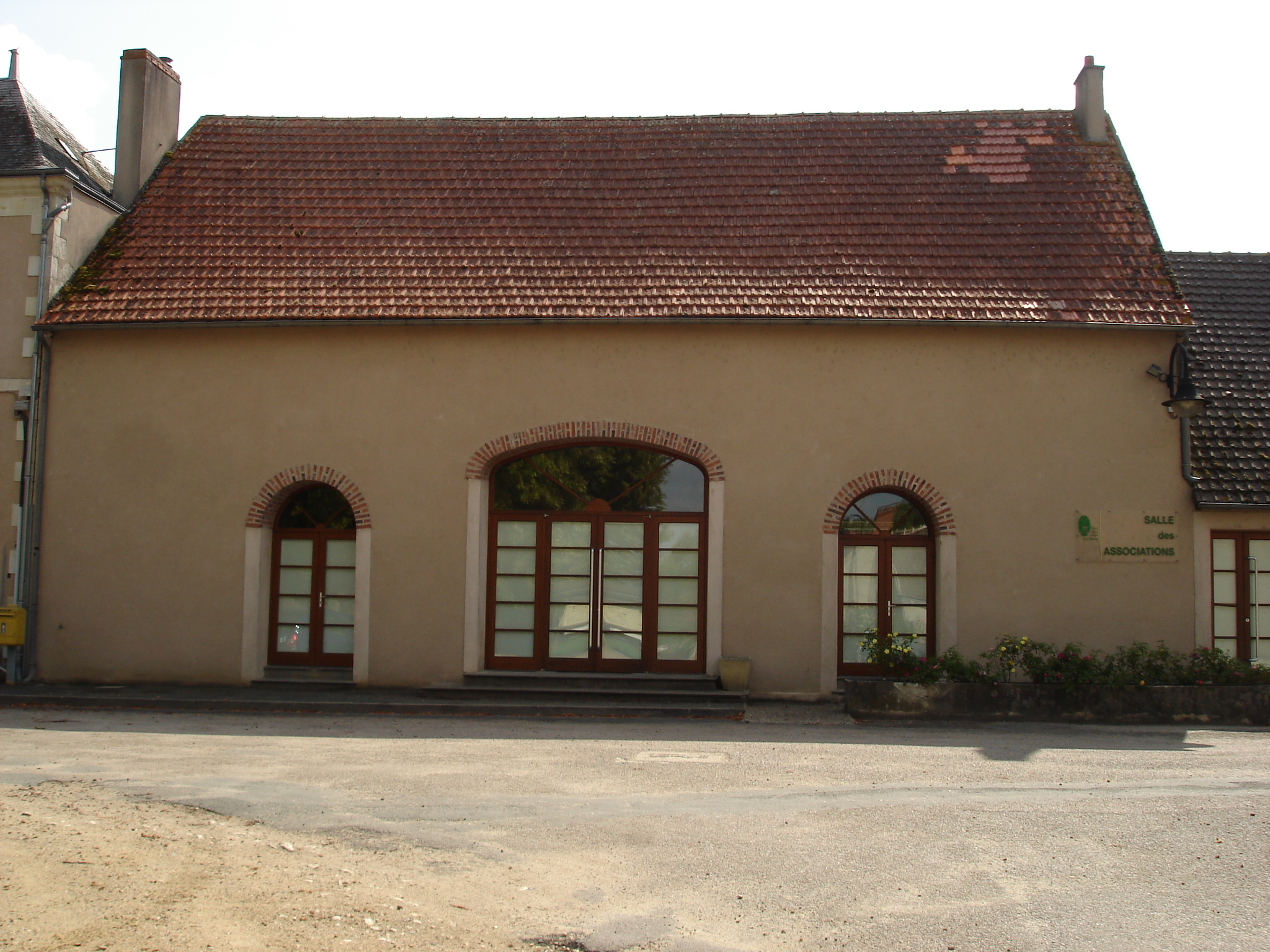
La salle des associations en 2011.

### Médias
La commune est couverte par les médias suivants : La Nouvelle République du Centre-Ouest, Le Berry républicain, L'Écho - La Marseillaise, La Bouinotte, Le Petit Berrichon, France 3 Centre-Val de Loire, Berry Issoudun Première, Vibration, Forum, France Bleu Berry et RCF en Berry.

## Économie
La commune se situe dans la zone d’emploi du Blanc et dans le bassin de vie de La Roche-Posay.
La commune se trouve dans l'aire géographique et dans la zone de production du lait, de fabrication et d'affinage des fromages Pouligny-saint-pierre et Sainte-maure-de-touraine.

## Culture locale et patrimoine
- Château de Néons (XVe siècle)
- Château féodal du Soudun (XIIe et XVe siècles) : il fut reconstruit au XXe siècle.
- Château de La Camusetterie
- Église Saint-Vincent (XVe siècle)
- Monument aux morts
- Vestiges gallo-romains : le bourg serait situé à l'emplacement d'une villa romaine.
- Croix de pierre avec christ et pietà

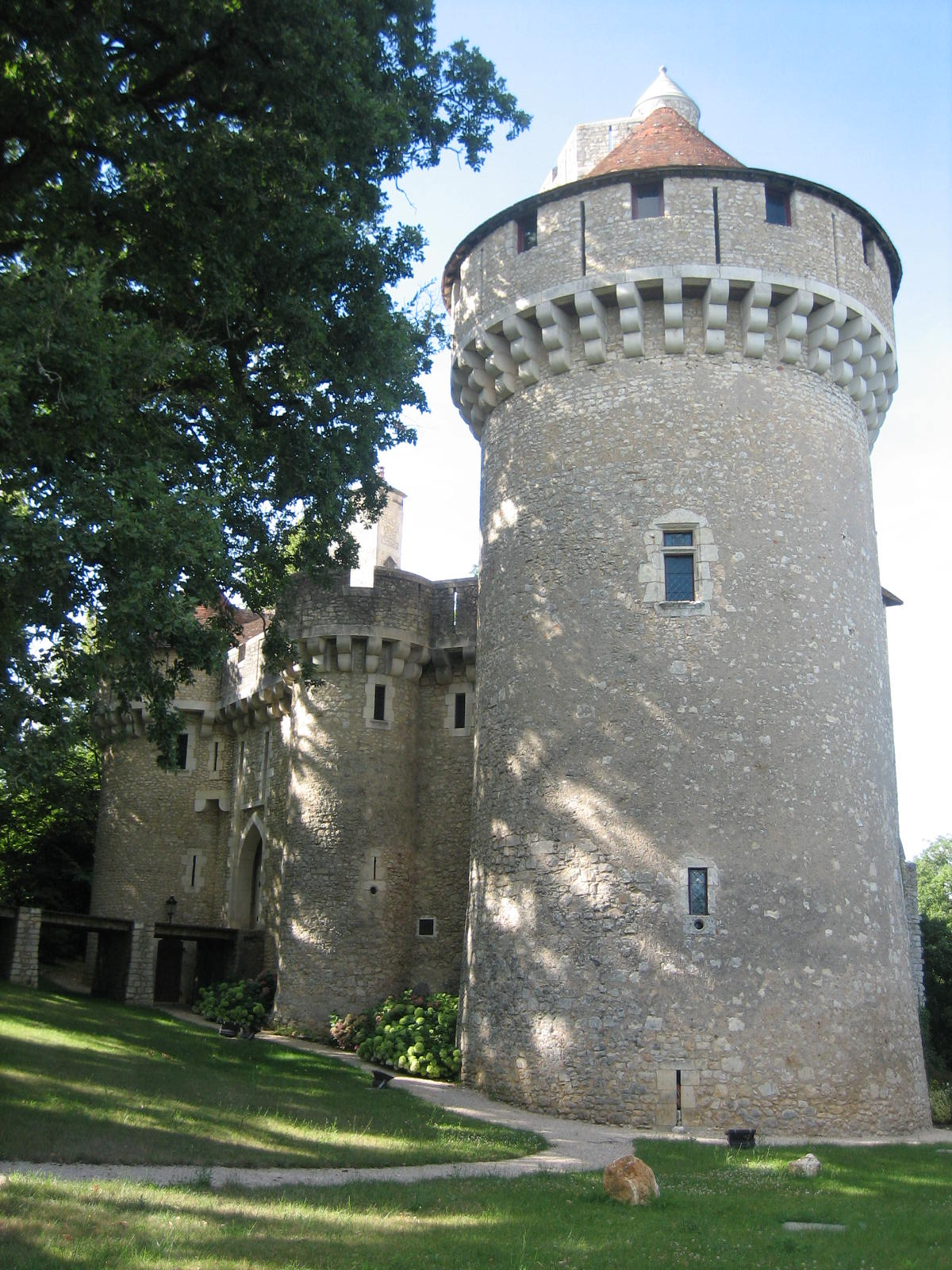
Le château féodal du Soudun en 2007.
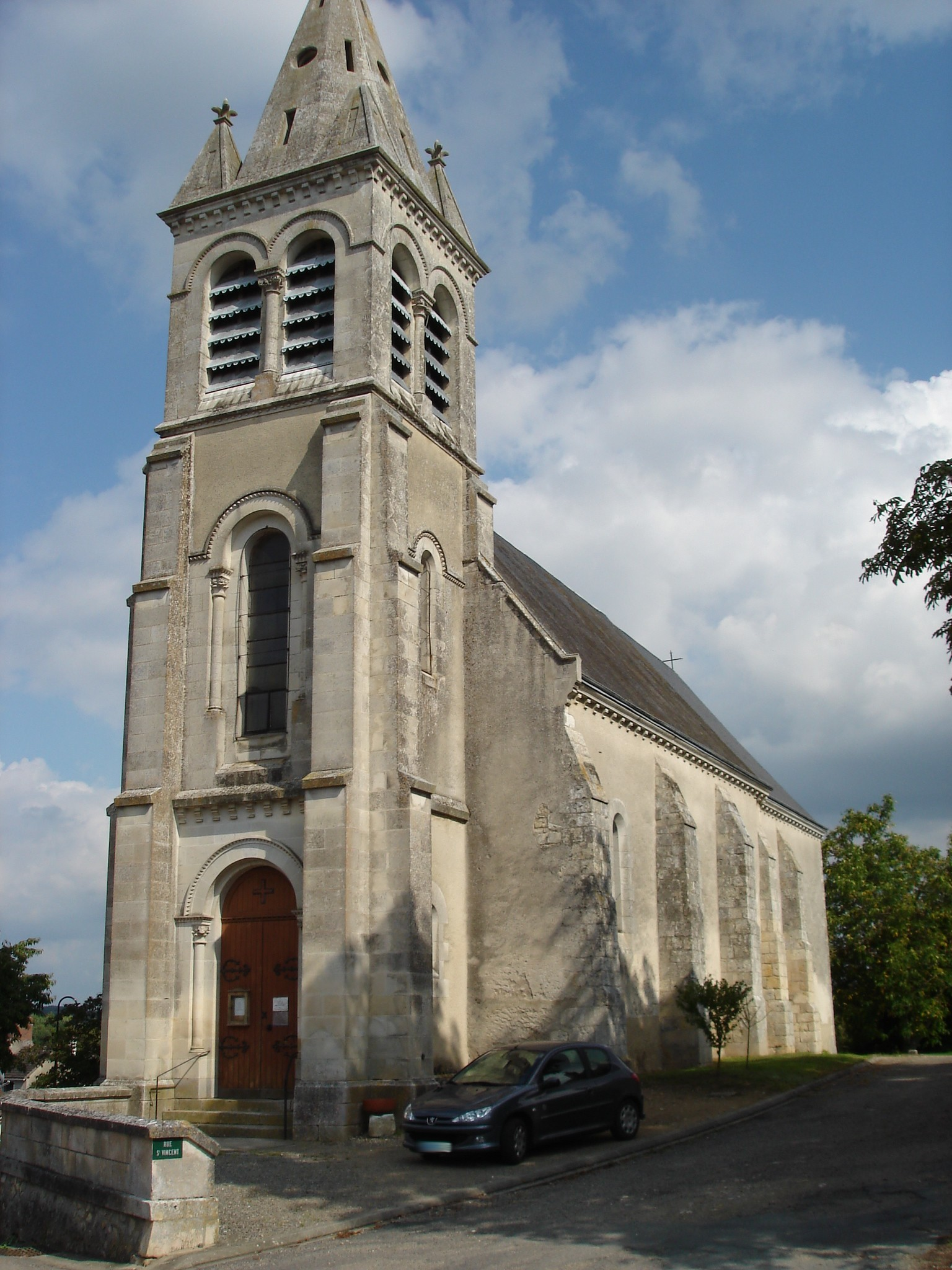
L'église Saint-Vincent en 2011.
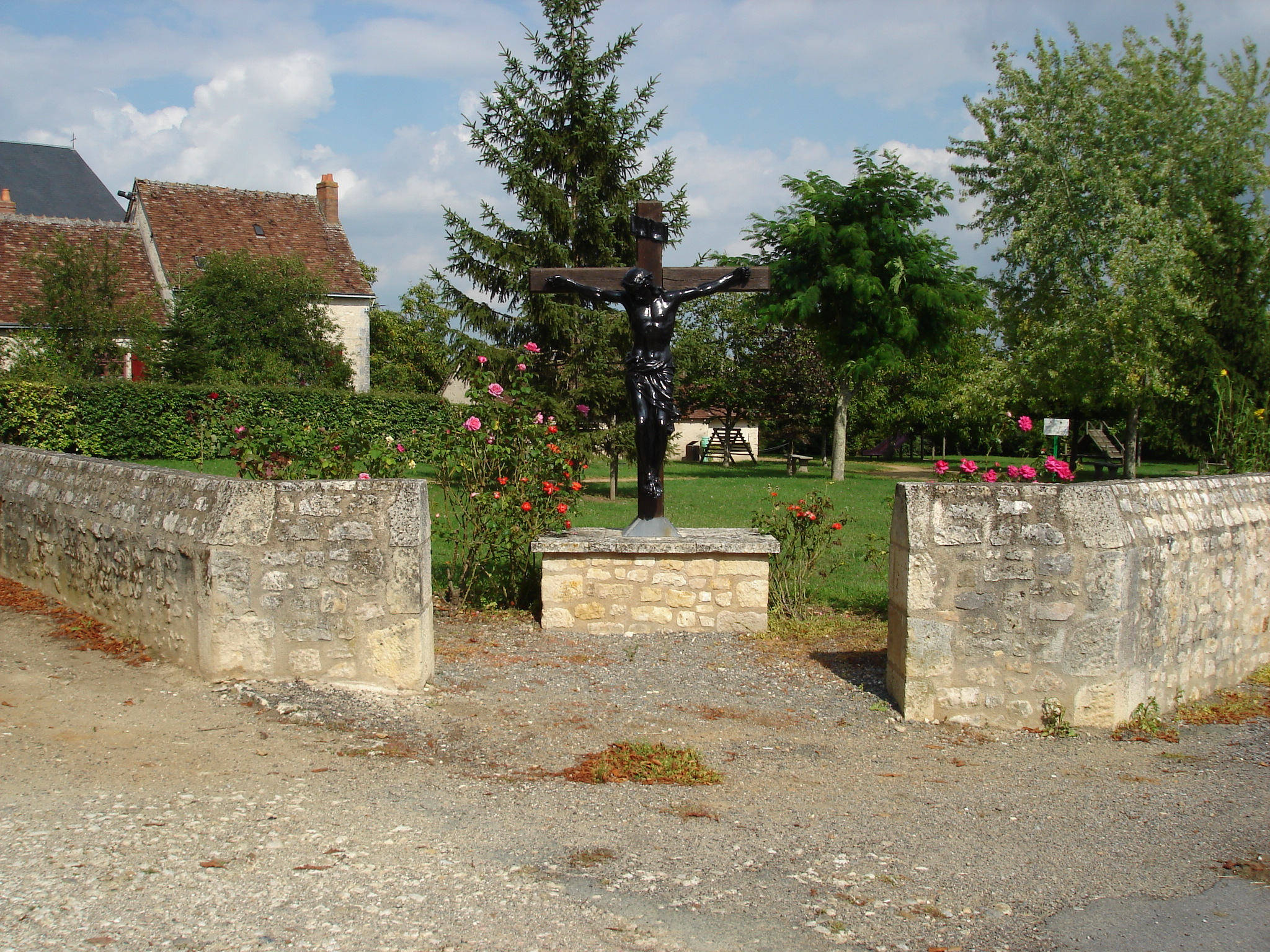
La croix de pierre en 2011.

### Personnalités liées à la commune
- Henri Dutrochet (1776-1847), médecin, botaniste et physiologiste français, né au château de Néons.
- Alfred Keller (1894-1986), prêtre catholique français, précurseur de l'action sociale.